# Glauburg
Glauburg – miejscowość i gmina w Niemczech, w kraju związkowym Hesja, w rejencji Darmstadt, w powiecie Wetterau. Gmina 30 czerwca 2015 liczyła 3028 mieszkańców.

## Współpraca
Miejscowości partnerskie:
- Allmenhausen – dzielnica Ebeleben, Turyngia
- Maio, Republika Zielonego Przylądka